# Lebedyn
Lebedyn (ukrainsk: Лебеди́н, ukrainsk udtale: [ɫebeˈdɪn]) er en by i Sumy oblast, Ukraine. Lebedyn ligger i Sumy rajon. Før juli 2020 fungerede Lebedyn som administrativt centrum for Lebedyn rajon og var  en By af regional betydning og hørte ikke til rajonen. Der ligger en flybase i nærheden. Byen har også en jernbanestation.
Byen har  24.238 indbyggere (2021).

## Historie
Lebedyn blev bygget i 1653 som en lille træfæstning (ostrog) i Zar-Rusland.. I 1708 var bebyggelsen skueplads for  massehenrettelser af kosakker, hvor tilhængere af Ivan Mazepa blev henrettet i massevis på ordre af Peter den Store. 
Siden april 1780 har den været det administrative centrum for Lebedin uyezd i Kharkov guvernement i Det Russiske Kejserrige.
I 1994 blev der åbnet et olieraffinaderi i Lebedyn.

## Galleri
- Sankt Nicholas-kirken
- Opstandelseskirken
- Forkyndelseskirken
- Tidligere rådhus
- Det gamle marked
- Mindesmærke for 2. verdenskrig